# Hans Ernst Karl von Zieten
Hans Ernst Karl von Zieten (Dechtow, 5 marzo 1770 – Cieplice Śląskie-Zdrój, 3 maggio 1848) è stato un generale prussiano attivo durante le guerre napoleoniche.

## Biografia
Figlio di Ernst Dietrich von Zieten (1739-1798), signore di Dechtow, e di sua moglie Charlotte Sophie Margarethe von Moeller, Zieten nacque a Dechtow nella marca di Brandeburgo. Non era imparentato col generale Hans Joachim von Zieten.
Intrapresa la carriera militare nell'esercito prussiano, nel 1789 ottenne la licenza da ufficiale. Nel 1793 prestò servizio come aiutante del tenente generale Friedrich von Kalckreuth (che in seguito divenne feldmaresciallo). Per la sua destrezza nel mondo della cavalleria, venne nominato ispettore aiutante nel 1799 e promosso al grado di maggiore l'anno successivo.
Nelle campagne contro Napoleone dimostrò la propria abilità e i suoi successi militari gli valsero una promozione al grado di colonnello il 18 febbraio 1809. Su suggerimento del generale Gerhard von Scharnhorst, venne incluso quale membro di una commissione per "l'abolizione dei regolamenti sulle esercitazioni di cavalleria". Promosso al grado di maggiore generale il 20 marzo 1813, ottenne un importante successo il 26 maggio di quello stesso anno che consentì di rafforzare le posizioni prussiane nell'ambito dell'armistizio di Poischwitz: nei pressi di Haynau riuscì a tendere un'imboscata alle truppe del generale francese Nicolas-Joseph Maison riuscendo quindi a permettere un più facile ritiro delle truppe alleate da Bautzen a Liegnitz. Quest'operazione gli valse anche la croce di ferro di I classe.
Durante la campagna militare in Francia nel 1814, svolse prodezze simili alla battaglia di Laon dove aggirò il nemico ottenendo infine la vittoria, riuscendo ad ottenere dai francesi anche la maggior parte dei cannoni e delle munizioni.
Durante la guerra dei Cento giorni del 1815, il tenente generale von Zieten comandò il I Corpo prussiano. I suoi uomini si scontrarono con i francesi il 15 giugno, e le schermaglie si inasprirono il giorno seguente con la battaglia di Ligny, e poi di nuovo due giorni dopo, il 18 giugno, con la famosa battaglia di Waterloo.
Il 1º luglio il I Corpo di Zieten partecipò alla battaglia di Issy, poco fuori le mura di Parigi. Il 7 luglio, alla fine della campagna, ai suoi uomini fu concesso l'onore di essere i primi ad entrare a Parigi
Re Federico Guglielmo III di Prussia concesse a Zieten il titolo di Graf, o conte, il 3 settembre 1817. Il 9 settembre 1839 fu promosso a feldmaresciallo. Zieten morì il 3 maggio 1848.

## Matrimonio e figli
Zieten era sposato con la contessa Josephine von Berlo-Suys (1776-1814) dal 31 gennaio 1797. Il matrimonio produsse tre figli:
- Josephine Clementine (23 ottobre 1799 - 24 febbraio 1862), sposò il 5 maggio 1821 il conte Leopold Christian Gotthard von Schaffgotsch († 19 ottobre 1864), ciambellano prussiano e signore di Maywaldau
- Leopold Karl (23 maggio 1802 - 19 maggio 1870), amministratore distrettuale, sposò in prime nozze la contessa Ernestine Hedwig von Schaffgotsch (12 gennaio 1805 - 31 luglio 1846); in seconde nozze il 9 luglio 1949 sposò Agnes Juliane Henriette Ernestine zu Lippe-Biesterfeld vedova del duca Biron di Curlandia (30 aprile 1810 - 21 aprile 1887)
- Adrian Hans (13 novembre 1803 - 3 febbraio 1849), rittmeister nel reggimento corazzieri della guardial, sposò la contessa Amalie von der Schulenburg (26 gennaio 1807 - 14 aprile 1853)